# Starlight (canción)
«Starlight» es una canción por la banda de rock alternativo Inglesa Muse y es la segunda canción de su álbum de 2006 Black Holes and Revelations. Fue lanzado el 4 de septiembre de 2006 en el Reino Unido como el segundo sencillo de Black Holes and Revelations. La canción alcanzó el puesto # 13 en el UK Singles Chart. También fue el segundo sencillo lanzado en Estados Unidos, alcanzando el número dos en la lista Modern Rock Tracks. La canción fue interpretada en vivo durante el festival de Radio 1's Big Weekend en el verano de 2006. En las interpretaciones en vivo Starlight es tocada usualmente medio tono bajo (si bemol mayor) del tono original Si mayor.
La canción es el tema final de la película The Tourist (El turista en español) protagonizada por Johnny Depp y Angelina Jolie.

## Antecedentes, escritura y grabación
"Starlight" fue primero escrita en el estudio a finales de 2004. El bajista Chris Wolstenholme, dijo que es "una canción de amor de perder a alguien, amigos, familia, alguien a quien amas". El cantante Matt Bellamy comentó que primero escribió la canción en un barco en mal tiempo.
En otra entrevista con Tom Wilson y Lara Mathews, publicado en MuseLive Forums, se le preguntó a Wolstenholme cuál pensaba que era la canción más difícil en el álbum para grabar. Su respuesta fue "Starlight", afirmando que "fue una de las canciones que andábamos en círculos, y grabamos tal vez seis o siete versiones diferentes de la misma".

## Versiones alternativas
Una mezcla alternativa de la "Starlight", conocido como el "New Mix, "Radio Mix" o "Radio Version" se distribuyó en los medios de promoción solamente. Esta versión fue creada supuestamente para dar a la canción un sonido más adecuado para su emisión de radio.

## Video musical
Muse trabajó con Paul Minor en el vídeo musical de Starlight, que fue filmado en Los Ángeles. En el video, la banda toca en la cubierta del MS Ocean Chie, un granelero. Miembros de la banda también están cargando bengalas, en un intento de "ser rescatados", pero al final esto no funciona y son abandonados. Esto se refiere a la letra de la canción, que menciona buques y el abandono.
Matthew Bellamy declaró en una entrevista con The Sunday Mail que la banda quería "crear la idea de una banda perdida en el mar, porque nos vemos como ajeno a lo que sucede en la escena musical". También le dijo al entrevistador, Billy Sloan, que "fue una sensación épica que tocaran en una enorme plataforma con el mar a nuestro alrededor".

## Recepción y crítica
"Starlight" recibió reseñas críticas mixtas, de varias editoriales.
La reseña de NME fue muy crítica de la canción, con el resañante indicando que la canción "es una melodía tan ávida de éxito que esta prácticamente restregándose en las piernas de JK y Joel".
MusicOMH declaró que la canción era "una pista perfectamente en unidad de tiempo de radio" diciendo que "muestra la otra cara de la música de la banda y su asombrosa amplitud de atraer".
Mientras tanto, la resañante María Pinto-Fernandes de Leeds Music Scene le dio a "Starlight" una brillante crítica, con una puntuación de 4.5 estrellas sobre 5. En su análisis, ella comentó que "los arreglos musicales de la banda en la pista no llegan a ser, casi por accidente". También dijo que la canción era tan apasionada cuando se realiza en vivo como cuando se oye en el CD.

## Desempeño en las listas
"Starlight" entró en el UK Singles Chart en la semana del 3 de septiembre en el número 38 a través de descargas digitales. La semana siguiente, y con el lanzamiento físico en el Reino Unido, el sencillo alcanzó el puesto número 13. Desde entonces, la posición en la lista del sencillo disminuyó continuamente, y se mantuvo en el Top 75 después de quince semanas, durante la semana del 11 de diciembre de 2006. La próxima semana, "Starlight" había caído del Top 75.
"Starlight" también alcanzó el puesto número dos en la lista Billboard Modern Rock Tracks, el segundo sencillo más vendido de Muse hasta la fecha en cualquier posición en las listas en los EE. UU. También llegó al lugar número nueve en el Triple J Hottest 100, 2006. Se clasificó también en el número cuatro en las 100 más importantes de 2006 de la emisora colombiana Radiónica.

## Lista de canciones
1. «Starlight» - 3:59[15]
2. «Supermassive Black Hole» (Paul Epworth Control Voltage Mix) - 4:19

### CD
1. «Starlight» - 3:59[15]
2. «Easily» - 3:40

### DVD
1. «Starlight» (video) - 4:07[15]
2. «Starlight» (audio) - 3:59
3. «Starlight» (making of the video)
4. «Hidden Track»*

* La "pista oculta" en el DVD es una canción corta. Se canta con voz de falsete con letras distorsionadas profano (en gran parte las variaciones de la palabra 'fuck' con algunos instrumentos en el fondo). Entre los aficionados se suele denominar como "You Fucking Motherfucker". La pista de ritmo campana se dejó en la canción.

## Posicionamiento en listas
| Listas (2006)                                 | Mejor posición |
| --------------------------------------------- | -------------- |
| Australian Singles Chart                      | 46             |
| Dutch Singles Chart                           | 52             |
| French Singles Chart                          | 10             |
| German Singles Chart                          | 70             |
| Irish Singles Chart                           | 23             |
| Italian Singles Chart                         | ?              |
| Swiss Singles Chart                           | 30             |
| UK Singles Chart                              | 13             |
| U.S. Billboard Alternative Songs              | 2              |
| U.S. Billboard Bubbling Under Hot 100 Singles | 1              |